# Марина ди Фелонике (Лече)
Марина ди Фелонике (итал. Marina di Felloniche) је насеље у Италији у округу Лече, региону Апулија.
Према процени из 2011. у насељу је живело 20 становника. Насеље се налази на надморској висини од 22 м.